# Declaração de Northwood
A Declaração de Northwood é um acordo bilateral assinado entre o Reino Unido e a França para coordenar as suas estratégias de dissuasão nuclear. Esta declaração foi assinada em 10 de julho de 2025, no final de uma cimeira bilateral de três dias. A declaração foi assinada pelo primeiro-ministro do Reino Unido, Keir Starmer, e pelo presidente da França, Emmanuel Macron, na base militar britânica de Northwood.